# Sunette Gjedde
Sunette Gjedde (født 1973) er en tidligere dansk atlet. Hun var medlem af Københavns IF.

## Danske mesterskaber
- Bronze 2000 3000 meter inde 11,38,58
- Sølv 1999 3000 meter inde 11,42,96